# Chromatid

Schema eines Chromosoms in später Metaphase; es besteht aus zwei Chromatiden – das rechte ist mit (1) bezeichnet. Am Centromer (2) hängen die beiden Chromatiden zusammen. Der kurze (3) und lange Arm (4) des rechten Chromatids sind ebenfalls gekennzeichnet.

Chromatid (das Chromatid, auch: die Chromatide; Plural: Chromatiden) bezeichnet den elementaren Teil der Chromosomen der Eukaryoten. Ein Chromatid besteht aus einem durchgängigen DNA-Doppelstrang und den zugehörigen Chromatin-Proteinen. Je nachdem in welcher Zellzyklus-Phase sich eine Zelle befindet, ob nach oder vor einer Kernteilung, besteht ein Chromosom aus einem Chromatid oder deren zwei.

## Hintergrund
Bevor sich eine eukaryotische Zelle teilen kann, muss sie in der Regel wachsen und ihr Erbgut verdoppeln (Replikation). Die Chromosomen befinden sich im Zellkern; sie besitzen den weit überwiegenden DNA-Gehalt einer Zelle und damit deren Erbgut. Nach erfolgter Erbgut-Verdopplung kommt es zur Teilung des Zellkerns (Mitose), bei der identische Kopien der Chromosomen auf die Tochterkerne verteilt werden. In der Regel erfolgt kurz darauf die Zellteilung, bei der jede Tochterzelle einen Zellkern erhält.

## Verdopplung und Trennung der Chromatiden

Schema des Zellzyklus.
I = Interphase, M = Mitose

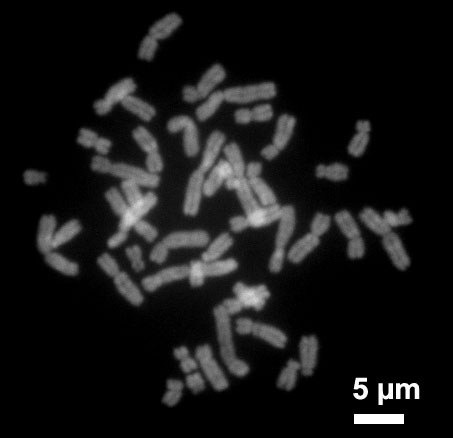
Metaphase-Chromosomen aus einer menschlichen, weiblichen Lymphozytenzelle, Färbung mit dem Fluoreszenzfarbstoff Chromomycin A3. Die Chromosomen liegen teilweise übereinander. Jedes Metaphase-Chromosom setzt sich aus zwei Chromatiden zusammen, die in Längsrichtung durch einen sich dunkel abzeichnenden Spalt getrennt sind.

Chromosomen nach einer Kernteilung (Mitose) bestehen zunächst aus einem Chromatid, sind also mit diesem identisch. Wenn sich die Zelle nicht weiter teilt, also aus dem Zellzyklus ausscheidet (G0-Phase; siehe Abbildung links), bleibt dieser Zustand erhalten. Strebt die Zelle eine weitere Teilung an, folgt zunächst ein Wachstum (G1-Phase), bevor die DNA verdoppelt wird (S-Phase). Am Ende der Verdopplung liegt demnach der DNA-Doppelstrang jedes Chromosoms zweifach vor. Die beiden DNA-Doppelstränge sind getrennt verpackt und bilden daher getrennte Chromatiden.
Am Beginn der Mitose, in der Prophase, kondensieren die Chromosomen (siehe Artikel Mitose, Abschnitt Kondensation), so dass sie im Mikroskop getrennt voneinander zu erkennen sind. Während der Kondensation werden auch die Fäden der beiden Schwesterchromatiden entwirrt, so dass sie danach nebeneinander liegen. Hier und auch in der anschließenden Metaphase besteht ein Chromosom also weiterhin aus zwei Chromatiden, die am Centromer aneinander hängen. Bei guten mikroskopischen Präparaten sind die beiden Chromatiden eines Chromosoms als entlang der Längsachse getrennte Einheiten erkennbar (Abbildung rechts), dies ist jedoch nicht bei allen Präparaten der Fall. In der anschließenden Anaphase werden die beiden Chromatiden eines Chromosoms getrennt: Der Spindelapparat setzt am Centromer an und zieht die Chromatiden in entgegengesetzte Richtung, so dass jeder entstehende Tochterkern eines bekommt. Aus einem Chromosom, das sich bereits vor der Mitose zu zwei Chromatiden verdoppelt hat, sind dadurch nach der Mitose zwei Chromosomen mit wieder je einem Chromatid geworden.

## Spezialfälle
- Spezielle Formen der Kernteilung finden während der Reifung der Keimzellen, der Meiose statt. In der ersten meiotischen Kernteilung werden die Schwesterchromatiden eines Chromosoms nicht getrennt. Diese Trennung findet erst in der darauf folgenden zweiten meiotischen Teilung statt. Die identischen Schwesterchromatiden liegen bei der Meiose auf ganzer Länge in dichter räumlicher Nachbarschaft zu dem homologen Chromosom des anderen Elternteils. In dieser Phase kann es bei der Meiose zu einem Schwesterchromatidaustausch kommen, bei dem die Schwesterchromatiden auf gleicher Höhe abbrechen und gegen entsprechende Teile eines homologen Chromosoms ausgetauscht und wieder angefügt werden (Crossing-over, Rekombination).
- Bei der Non-Disjunction, einer fehlerhaften Verteilung der Chromatiden während der Mitose oder Meiose II, findet keine Trennung der Schwesterchromatiden statt. In der Regel ist hier nur eines der Chromosomen betroffen.
- Polytänchromosomen, die beispielsweise in den Speicheldrüsen von Fliegen und Mücken vorkommen, werden aus vielen, manchmal über tausend, parallel nebeneinander angeordneten Chromatiden gebildet.[2]

## Wortherkunft
Der Begriff Chromatid wurde als Abgrenzung zu Chromosom 1900 von Clarence Erwin McClung eingeführt, und zwar zunächst für die Chromatiden von Bivalenten in meiotischen Zellen.